# 장한나 (가수)
장한나(1996년 1월 9일 ~ )는 대한민국의 가수이다.

## 방송
- K팝스타 3 (2013) - Top8

## 음반
- K팝 스타 시즌3 배틀오디션 Part.2 (2014)
- K팝 스타 시즌3 TOP10 Part.2 (2014)
- SBS K팝 스타 시즌3 TOP8 (2014)
- RUNNAWAY (2020)
- 아껴서 뭐해 (2021)